# Cerro de las Ánimas
Cerro de las Ánimas (em português:  Cerro das Almas) é um morro e o segundo ponto mais alto do Uruguai, com 501 metros de altitude. Seu antigo nome era Mirador Nacional e está localizado ao sudoeste do Departamento de Maldonado, na Serra das Almas (Sierra de las Ánimas), no município de Piriápolis, extremo sul do país.
Até 1973, pensava-se que o Mirador Nacional fosse o local mais elevado do país. Todavia, naquele mesmo ano, um grupo de especialistas do Serviço Geográfico Militar uruguaio detectou o Cerro Catedral, atualmente considerado o ponto mais alto do Uruguai, uns metros mais alto, mudando o que se pensava até aquele momento.